# Escudo heráldico del Mojón

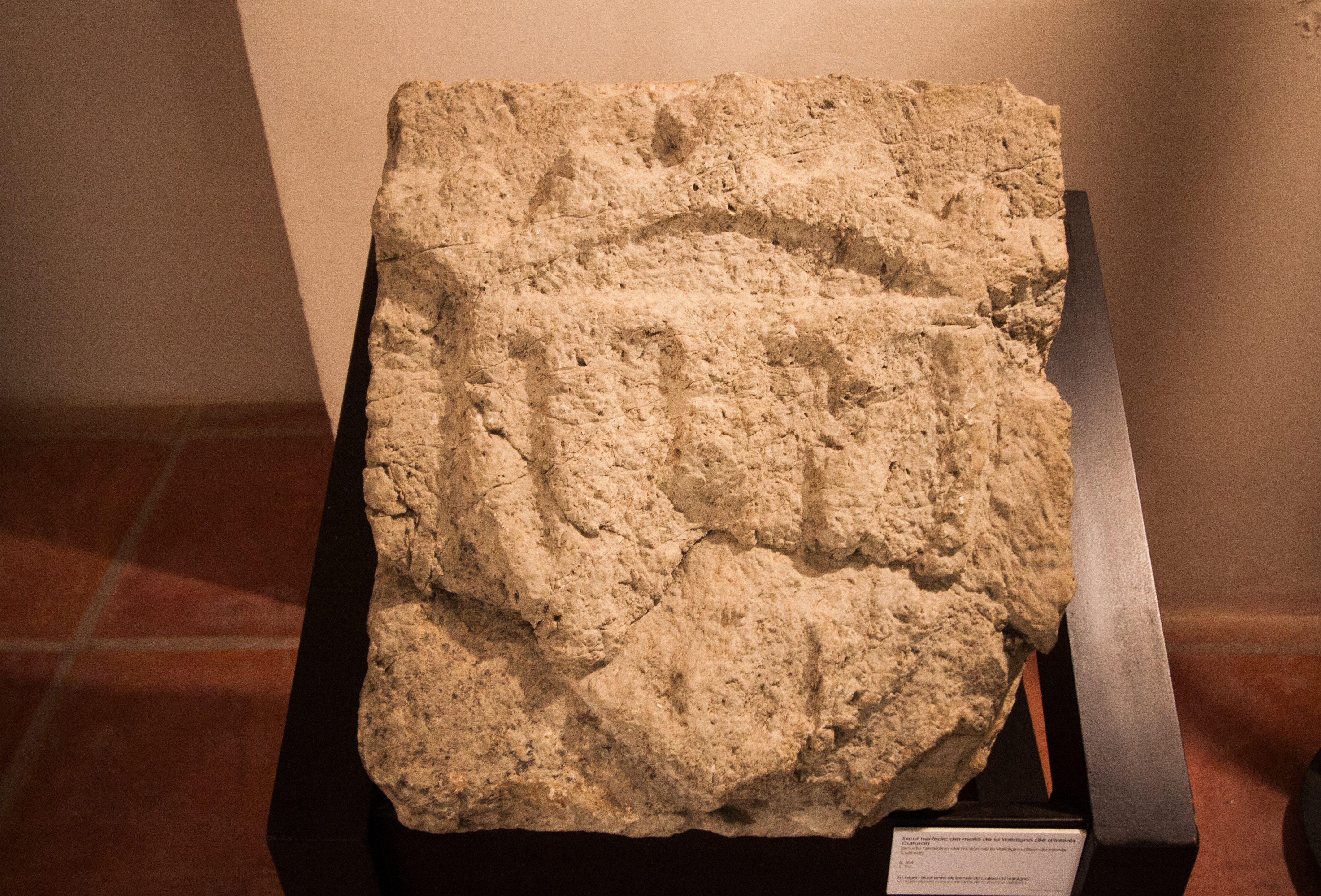
Escudo heráldico del Mojón.

El Escudo heráldico del Mojón es un bien de interés cultural que se encuentra en Cullera (Valencia, España).
Es BIC con código 46.21.105-041 y número de anotación ministerial R-M-03-417 de 18 de noviembre de 1996.